# Guérilla marketing
 (juin 2015).
Sa qualité peut être largement améliorée en utilisant un vocabulaire plus directement compréhensible.
Le guérilla marketing est un concept de stratégie de publicité conçue pour les petites entreprises afin de promouvoir leurs produits ou services de façon non conventionnelle en dépensant peu de budget. Des grandes entreprises ont repris le terme et les techniques mais avec des budgets beaucoup plus importants.
Pour être qualifiées de guérilla marketing, les activités doivent être effectuées exclusivement dans les rues ou autres lieux publics, comme les centres commerciaux, les parcs ou sur les plages, c’est-à-dire des lieux accessibles à un maximum de personnes. L'un des objectifs de cette interaction est de provoquer une réaction émotionnelle de la part des clients pour qu’au final ils se rappellent des marques d'une manière différente de celles utilisées habituellement. Le défi de toute campagne de guérilla marketing est de trouver l'endroit et l'heure pour effectuer une opération sans être impliqué juridiquement.

## Origine
En 1984, le terme « guérilla marketing » a été introduit par Jay Conrad Levinson dans son livre Guerilla Advertising. Le terme lui-même s’est inspiré de la guérilla : guerre non conventionnelle utilisant des stratégies différentes de celles habituellement utilisées par les armées de métier.
Une campagne de guérilla marketing demande de la créativité, de l'imagination et de l'énergie afin de capter l'attention du public. Ce type de marketing est purement axé sur le consommateur en le prenant par surprise pour créer une forte impression dès le départ et ainsi faire fonctionner le bouche-à-oreille ou les médias sociaux.
La génération Y, largement composée de jeunes citadins (15-30 ans), est souvent mise en avant comme étant la cible la plus sensible aux campagnes en raison de ses liens avec la culture de la rue et les médias sociaux. En effet, le guérilla marketing est de plus en plus considéré comme étant la mobilisation non seulement de l'espace de la rue mais aussi de son imagination : culture de rue et street art. De ce fait, le succès de toute campagne de guérilla marketing se trouve dans la relation entre l'annonceur et l'agence, qui doivent nécessairement travailler dans la même direction et avoir les mêmes objectifs. Le désir de gratification instantanée des utilisateurs d'Internet fournit une avenue pour le guérilla marketing en permettant aux entreprises de combiner « wait marketing » avec des tactiques de guérilla.

## Différents types de guérilla marketing[réf.nécessaire]
« Ambush Marketing » (ou marketing embusqué) : « L’ambush marketing est une forme de co-marketing utilisée par une organisation pour capitaliser sur la reconnaissance, l’attention, ou tout autre bénéfice généré par l’association avec un évènement ou un bien, sans que cette organisation n’ait un lien direct ou officiel avec cet évènement ou ce bien.» Ainsi, cette organisation va profiter de la notoriété et de la diffusion médiatique de l’événement.
« Stealth Marketing » (ou marketing furtif) : « Le stealth marketing est une action délibérée pour entrer, jouer dans, ou sortir d’un marché de manière secrète et imperceptible, ou tout du moins une tentative de faire ainsi ». Les personnes prennent part au produit sans savoir qu’ils sont acteurs de la campagne de publicité. Il faut être prudent et discret car si les participants sont mis au courant, cela aura un effet négatif sur la marque.
« Viral Marketing » : « Le marketing viral est du bouche-à-oreille électronique par lequel un message marketing, relatif à une entreprise, une marque ou un produit, est transmis de manière exponentiellement croissante, la plupart du temps au travers des médias sociaux. ». Le but est de créer le buzz via le marketing de réseau.
« Ambient Marketing » : « L’ambient marketing est une forme complexe de communication d’entreprise, qui mobilise les éléments de l’environnement externe, incluant potentiellement tout type de surface physique existante, pour transmettre des messages à même de susciter l’engagement du consommateur. ». C’est une compilation de l'intelligence, la souplesse et l'utilisation efficace de l'atmosphère.

## Exemples de guérilla marketing
L'objectif principal du guérilla marketing étant de réaliser une opération à faibles coûts, on pourrait croire que la majorité des entreprises ayant recours à cet outil marketing sont petites. Or, les moyennes et grandes entreprises s'impliquent de plus en plus dans ces démarches, en raison de leur originalité et leur impact.
Exemple d'Ambush marketing : La marque de peinture Dulux Valentine a détourné la notoriété de la Fashion Week pour faire la promotion de sa nouvelle collection. Durant cet événement incontournable de la mode chaque année, quatre mannequins ont fait leur apparition sur les podiums en robes de mariées quelque peu bariolées. L'accessoire fétiche choisi à cette occasion était un pot de peinture de la marque en guise de sac à main.
Le 14 novembre 2009 à Paris, eut lieu une opération de guérilla marketing d'envergure, ou près de 10 000 personnes s'étaient réunies pour récupérer des bourses contenant chacune de 5 à 500€. L'opération tourna rapidement à l'émeute à la suite de l'annulation de l'événement par la préfecture et les organisateurs Stéphane Boukris et la société Rentabiliweb donnèrent la somme totale de 100 000 € au Secours populaire.
Exemple de Stealth marketing : En 2009, le réalisateur américain Derrick Borte met le stealth marketing au cœur de son nouveau film La Famille Jones avec Demi Moore et David Duchovny. Tout au long du film, de nombreuses marques de voitures, de vêtements, etc. sont volontairement montrées afin d'en faire la publicité et d'inciter le voisinage à les acheter.
En 2011 sort le film Donoma, avec un budget de cent euros, entièrement promu à l'aide d'un tournage et d'une promotion « guerilla » par l'association Donoma Guerilla.
Exemple d'Ambient marketing : En 2015, la marque Café Pele a organisé une opération d'Ambient marketing dans le métro à Sao-Paulo. En effet, un panneau publicitaire interactif représentant un homme en train de bailler chaque fois qu'un voyageur passait devant a été mis en place. À la suite de cela, les passants qui avaient baillé en voyant la publicité recevaient une tasse de café de la part des hôtesses de la marque.